# 기타코시가야역
기타코시가야역(일본어: 北越谷駅, きたこしがやえき)은 일본 사이타마현 고시가야시에 있는 도부 철도 이세사키 선의 역이다. 역 번호는 TS 22이다.

## 개요
기타센주 역부터 이어지는 복복선 구간은 본 역까지 이어져 하행 급행선은 니시아라이 역 ~ 다케노쓰카 역 구간의 다른 3선은 다케노쓰카 역 ~ 야쓰카 역 사이에서 이어진 고가 구간에도 당역에서 끝난다. 히비야 선과의 상호 직통 운전이 시작된 당초에는 직통 열차 운행 구간이 당역까지 있었다. 그 후, 기타카스카베 역과 도부 도부쓰코엔 역과 닛코 선의 미나미쿠리하시 역까지 연장되었지만 현행 다이아에서도 당역은 시,종착하는 열차의 경우 아침 저녁을 위주로 많이 설정되어 있다.
2013년 3월 15일까지는 낮 시간대의 히비야 선 직통 열차 절반은 당역에서 종착하고 후속 구간 준급이 접속하는 운행 방식으로 되어 있었다. 다음 날인 16일부터 직통 운전 구간이 미나미쿠리하시 역까지 연장되어 낮 시간대에는 1시간에 6개(도부 도부쓰코엔 발착역 4개와 미나미쿠리하시 발착 2개)로 변경되었기 때문에 당역 발착이 폐지되었다. 이에 따른 주간 시의 기타센주 및 아사쿠사 방향의 열차가 감소했다.

## 역사
- 1899년 8월 27일: 기타코시가야 역(일본어: 越ヶ谷駅)으로 영업 개시.
- 1919년 11월 20일: 부슈오사와 역(일본어: 武州大沢駅)으로 역명 변경.
- 1956년
  - 7월: 역전 광장에 가두 방송 설치.
  - 12월 1일: 기타코시가야역으로 역명 환원.
- 1962년 5월 31일: 히비야 선 기타센주 ~ 닌교초 역간 개통에 따라 당역까지 상호 직통 운전 개시.
- 1997년 3월 25일: 고시가야 역까지 고가 복복선화 준공으로 이른 아침과 심야를 제외하고 당역 시,종착 열차가 고시가야 발착으로 변경됨.
- 1998년 9월 11일: 상행선 고가화.
- 1999년 9월 9일: 하행선 고가화에 따라 상하행 고가선 완성 및 자동 개찰기 설치.
- 2001년 3월 28일: 고가 복복선화 완료에 따라, 고시가야 발착의 열차는 모두 당역 시,종착이 됨.
- 2003년 3월 19일: 한조몬 선과 도큐 덴엔토시 선 직통 운전 개시에 따라, 한조몬 선 직통 구간 준급행 열차의 당역 시,종착 열차가 보통 열차 이외 처음으로 설정됨.
- 2006년 3월 18일: 상기 구간 준급은 준급행으로 종별이 변경되어 새로 아사쿠사 발착의 구간 준급행 열차의 당역 시,종착이 설정됨.
- 2011년 12월 8일: 발차 멜로디 도입.

## 역 구조
섬식 승강장 2면 4선의 고가역이다. 역 북쪽에는 입환선이 있고, 히비야 선 직통 열차 등의 당역 회송 열차가 사용한다. 아침 저녁으로 한조몬 선과 도큐 덴엔토시 선의 직통 준급이 정차하기 때문에 승강장 유효 길이는 10량 편성 대응이다.
고가화 이전의 지상역은 기타카스카베 역과 마찬가지로 외측에 통과선이 있는 섬식 승강장으로 통과 대기도 있었다.
준급행과 구간 준급행의 열차는 급행선 승강장에 발착하지만, 2013년 3월 15일까지 설정된 8시대의 당역 출발 상행 준급 나가쓰타 행은 완행선 승강장 2번 선에서 발차했다. 또한, 2009년 6월까지 존재한 6시 통과 당역 출발 하행 보통의 도부 도부쓰코엔 행은 급행선 승강장의 4번 선에서 발차했었다.
역 구내는 커브 때문에 당역을 통과하는 열차는 제한 90km의 속도 제한을 받는다.
고시가야 역 방향 상행선에는 완행선에서 급행선에 하행선에는 급행선에서 완행선으로 전선하는 분기기가 설치되어 있다.
고가 공사 중의 역사는 동쪽 출입구 쪽만 이용 가능한 관계로 니시구치 방면으로는 일단 동구를 나온 뒤 지하 통로를 경유할 필요가 있었다.

### 승강장
| 번호 | 노선                 | 방향 | 궤도   | 행선                                                                                                |
| ---- | -------------------- | ---- | ------ | --------------------------------------------------------------------------------------------------- |
| 1    | 도부 스카이트리 라인 | 상행 | 급행선 | 신코시가야・기타센주・도쿄 스카이트리・아사쿠사・ 한조몬 선 시부야・ 도큐 덴엔토시 선 주오린칸 방면 |
| 2    | 도부 스카이트리 라인 | 상행 | 완행선 | 신코시가야・기타센주・도쿄 스카이트리・아사쿠사・ 히비야 선 나카메구로 방면                         |
| 3    | 도부 스카이트리 라인 | 하행 | 완행선 | 기타카스카베・도부 도부쓰코엔・ 닛코 선 미나미쿠리하시 방면                                         |
| 4    | 도부 스카이트리 라인 | 하행 | 급행선 | 가스카베・도부 도부쓰코엔・ 이세사키 선 구키・ 닛코 선 미나미쿠리하시 방면                          |

## 역 주변

### 히가시구치
- 도부 스포츠 클럽 플레이 온 기타코시가야
- 사이타마 현립 고시가야 고등학교
- 고시가야 히사이즈 신사
- 가토리 신사
- 고시가야 시 소방 본부
- 고시가야 우체국
  - 유초 은행 고시가야점
- 기타코시가야에키 히가시구치 우편국
- 사이타마 리소나 은행 기타코시가야 지점
- 아시카가 은행 고시가야 지점
- 고시가야 시립 제일 체육관・제2 체육관
- 사이타마 현도 49호 아다치코시가야선(닛코 가도)

### 니시구치
- 고시가야 경찰서 기타코시가야 역전 파출소
- 분쿄 대학 고시가야 캠퍼스
- 라이프 고시가야점
- 궁내청 사이타마쿠나이초
- 시라코바토 수상 공원(직행 버스 이용)
- 고시가야 우메바야시 공원
- 기타코시가야 역전 우체국

## 사진

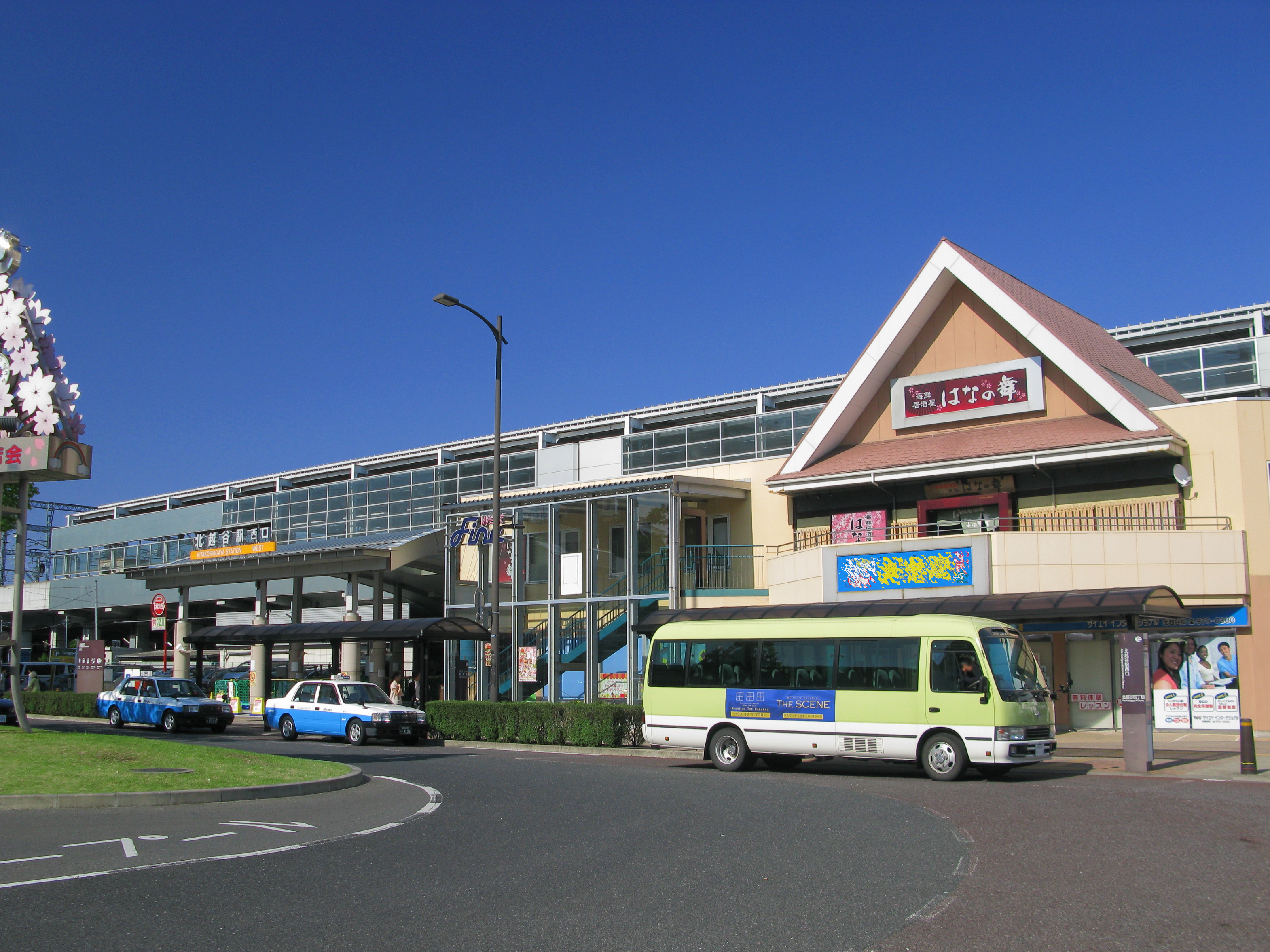
서쪽 출입구
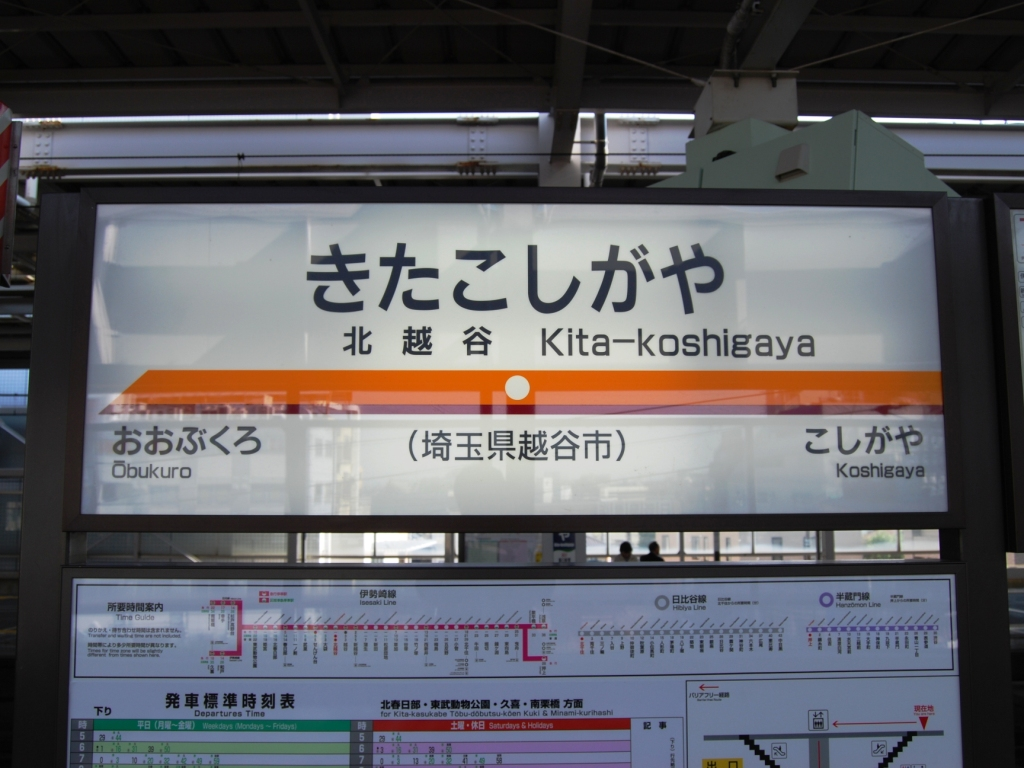
역명판

## 인접역
| 도부 철도 이세사키 선(도부 스카이트리 라인) | 도부 철도 이세사키 선(도부 스카이트리 라인) | 도부 철도 이세사키 선(도부 스카이트리 라인) |
| ------------------------------------------- | ------------------------------------------- | ------------------------------------------- |
| TS 21 고시가야 아사쿠사 방면                | ■ 준급 ■ 구간준급 ■ 보통                    | 오부쿠로 TS 23 도부 도부쓰코엔 방면         |